# Substance 1989
Substance 1989 é a versão em vídeo da coletânea Substance, da banda britânica de rock New Order, lançada em 1989. O álbum reúne vídeos musicais gravados desde 1983.

## Faixas
Todas as faixas por New Order, exceto onde indicado.
1. "Confusion" (New Order, Arthur Baker) - 3:57
2. "The Perfect Kiss" - 9:29
3. "Shellshock" (New Order, John Robie) - 3:15
4. "Bizarre Love Triangle" - 3:54
5. "True Faith" (New Order, Stephen Hague) - 4:24
6. "Touched by the Hand of God" - 4:19
7. "Blue Monday 1988" - 4:07